# Wufeng (Yichang)
Wufeng (chiń. upr. 五峰土家族自治县; chiń. trad. 五峰土家族自治縣; pinyin Wǔfēng Tǔjiāzú Zìzhìxiàn) – powiat autonomiczny w południowej części prefektury miejskiej Yichang w prowincji Hubei w Chińskiej Republice Ludowej. Liczba mieszkańców powiatu autonomicznego w 2010 roku wynosiła 188923.